# Zominthos
Zominthos (greco Ζώμινθος), o detto altrimenti Ζόμινθος o Ζόμιθος, è un piccolo altopiano tra le colline settentrionali del Monte Ida (Psiloritis), nell'isola di Creta. Zominthos si trova approssimativamente a circa 7.5 chilometri a ovest del villaggio di Anogia, sul sentiero che va da Cnosso a Idaion Andron, la grande caverna del santuario vicino alla vetta del Monte Ida. Zominthos è ben conosciuta per il grande edificio minoico ivi scoperto; segni di insediamento permanente risalgono al 1800 a.C. ca.

## Archeologia

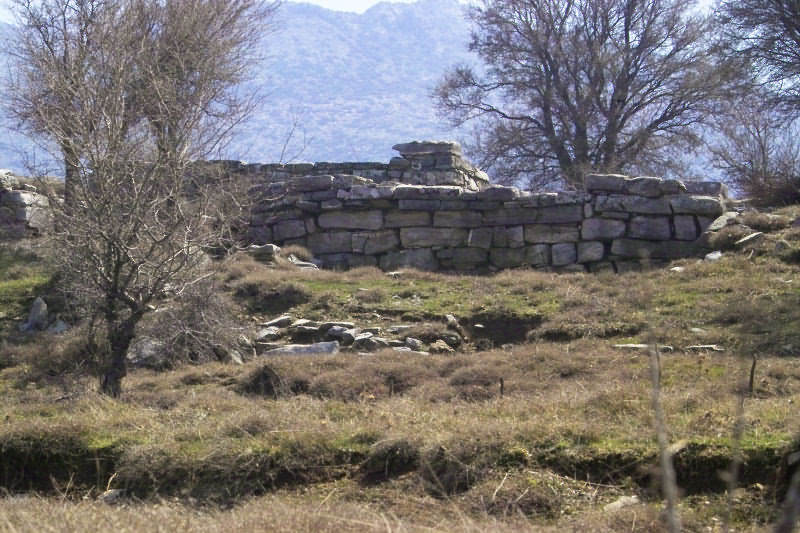
Officina di ceramica a Zominthos dal NW

Nel 1982, l'archeologo greco Yannis Sakellarakis scopre, a un'altitudine poco inferiore ai 1200 m, un grande edificio minoico a due piani. La sua insolita dimensione e l'accurata costruzione, che incorpora alcune caratteristiche pertinenti soltanto all'architettura palaziale, ha attratto l'interesse degli archeologi. Il significato della scoperta viene enfatizzato anche ulteriormente dal fatto che esso giace considerevolmente al di sopra del limite altimetrico degli insediamenti sia minoici che cretesi moderni. Gli scavi hanno portato alla luce soltanto una piccola parte dell'edificio e sono ancora in corso. Tuttavia, essi hanno messo in chiaro che la struttura è stata costruita in modo robusto ed è insolitamente ben conservata, con alcuni resti murari alti fino a 3 metri. L'edificio possiede una rigida orientazione nord-sud e si estende per almeno 1350 m², con 40 stanze. soltanto al pianterreno, alcune delle quali affrescate. Unica nella Creta minoica è la scoperta di una grande officina per la fabbricazione della ceramica . Ugualmente importanti sono i reperti portati alla luce costituiti da cristallo di rocca trattato.
L'edificio appartiene al periodo neopalaziale ed è stato abbandonato dopo un grande terremoto intorno al 1600 a.C. La ricerca archeologica è stata condotta sotto la direzione del Prof. Yannis Sakellarakis con la breve collaborazione (2005-2007) dell'Università di Heidelberg (Prof Diamantis Panagiotopoulos). Dopo la morte di Yannis Sakellarakis nel 2010 lo scavo continua sotto la direzione del Dr. Efi Sapouna - Sakellaraki.